# Calomnion schistostegiellum
Calomnion schistostegiellum är en bladmossart som beskrevs av Roelof J.van der Wijk och Margadant 1959. Calomnion schistostegiellum ingår i släktet Calomnion och familjen Calomniaceae. Inga underarter finns listade i Catalogue of Life.